# Campeonato Mundial de Atletismo de 2005 - Lançamento de disco masculino
O lançamento de disco masculino no Campeonato Mundial de Atletismo de 2005 foi realizada no Estádio Olímpico, em Helsinque, na Finlândia, nos dias 6 e 7 de agosto de 2005.

## Recordes
Antes desta competição, os recordes mundiais e do campeonato nesta prova eram os seguintes:
| Tipo                  | Atleta        | Distância | Local          | Data                |
| --------------------- | ------------- | --------- | -------------- | ------------------- |
|                       | Jürgen Schult | 74,08     | Neubrandenburg | 6 de junho de 1986  |
| Recorde do campeonato | Lars Riedel   | 69,72     | Edmonton       | 8 de agosto de 2001 |

Os seguintes recordes mundiais ou do campeonato foram estabelecidos durante esta competição:
| Data        | Evento | Atleta                  | Distância | Notas                 |
| ----------- | ------ | ----------------------- | --------- | --------------------- |
| 7 de agosto | Final  | Virgilijus Alekna (LTU) | 70.17     | Recorde do campeonato |

## Medalhistas
| Ouro                    | Prata             | Bronze                   |
| Virgilijus Alekna (LTU) | Gerd Kanter (EST) | Michael Möllenbeck (GER) |

## Calendário
Todos os horários estão no horário local (UTC+2)
| Data        | Horário | Fase         |
| ----------- | ------- | ------------ |
| 6 de agosto | 18:20   | Qualificação |
| 7 de agosto | 19:50   | Final        |

## Resultados

### Qualificação
Qualificação: 63.50 m (Q) ou as 12 melhores performances (q).
Grupo A
| Pos. | Atleta               | Nacionalidade  | Tentativas | Tentativas | Tentativas | Marca | Notas |
| Pos. | Atleta               | Nacionalidade  | 1          | 2          | 3          | Marca | Notas |
| ---- | -------------------- | -------------- | ---------- | ---------- | ---------- | ----- | ----- |
| 1    | Gerd Kanter          | Estónia        | x          | 65.76      | –          | 65.76 | Q     |
| 2    | Jason Tunks          | Canadá         | 61.98      | 64.02      | –          | 64.02 | Q     |
| 3    | Michael Möllenbeck   | Alemanha       | 62.03      | 63.71      | –          | 63.71 | Q     |
| 4    | Frantz Kruger        | África do Sul  | 61.89      | 61.24      | 63.44      | 63.44 | q     |
| 5    | Jarred Rome          | Estados Unidos | 61.50      | 61.92      | 62.72      | 62.72 | q     |
| 6    | Carl Brown           | Estados Unidos | x          | 61.91      | 60.34      | 61.91 |       |
| 7    | Bogdan Pishchalnikov | Rússia         | x          | 60.87      | 61.17      | 61.17 |       |
| 8    | Jo Van Daele         | Bélgica        | x          | 61.12      | 60.76      | 61.91 |       |
| 9    | Vasiliy Kaptyukh     | Bielorrússia   | 59.51      | 59.13      | 61.04      | 61.04 |       |
| 10   | Frank Casañas        | Cuba           | x          | 60.94      | x          | 60.94 |       |
| 11   | Jorge Balliengo      | Espanha        | 60.40      | x          | x          | 60.40 |       |
| 12   | Abbas Samimi         | Irão           | 59.21      | x          | 60.25      | 60.25 |       |
| 13   | Gábor Máté           | Hungria        | 58.97      | x          | x          | 58.97 |       |
| —    | Rutger Smith         | Países Baixos  |            |            |            | DNS   |       |

Grupo B
| Pos. | Atleta             | Nacionalidade  | Tentativas | Tentativas | Tentativas | Marca | Notas |
| Pos. | Atleta             | Nacionalidade  | 1          | 2          | 3          | Marca | Notas |
| ---- | ------------------ | -------------- | ---------- | ---------- | ---------- | ----- | ----- |
| 1    | Virgilijus Alekna  | Lituânia       | 68.79      | –          | –          | 68.79 | Q     |
| 2    | Lars Riedel        | Alemanha       | 66.22      | –          | –          | 66.22 | Q     |
| 3    | Mario Pestano      | Espanha        | 61.10      | 65.04      | –          | 65.04 | Q     |
| 4    | Andrzej Krawczyk   | Polónia        | 59.31      | 59.60      | 64.51      | 64.51 | Q     |
| 5    | Zoltán Kővágó      | Hungria        | 64.83      | 64.30      | –          | 64.30 | Q     |
| 6    | Ian Waltz          | Estados Unidos | 64.30      | –          | –          | 64.30 | Q     |
| 7    | Aleksander Tammert | Estónia        | 64.02      | –          | –          | 64.02 | Q     |
| 8    | Libor Malina       | Chéquia        | x          | 60.72      | 62.41      | 62.41 |       |
| 9    | Vikas Gowda        | Índia          | 61.66      | 62.04      | 61.90      | 62.90 |       |
| 10   | Roland Varga       | Hungria        | 61.94      | 61.65      | 61.77      | 61.94 |       |
| 11   | Wu Tao             | China          | 61.75      | x          | 57.54      | 61.75 |       |
| 12   | Gaute Myklebust    | Noruega        | 59.98      | 60.00      | 59.75      | 60.00 |       |
| 13   | Timo Tompuri       | Finlândia      | x          | x          | 59.11      | 59.11 |       |

### Final
A final ocorreu dia 7 de agosto às 18:40.
| Pos.              | Atleta             | Nacionalidade  | Tentativas | Tentativas | Tentativas | Tentativas | Tentativas | Tentativas | Marca | Notas                 |
| Pos.              | Atleta             | Nacionalidade  | 1          | 2          | 3          | 4          | 5          | 6          | Marca | Notas                 |
| ----------------- | ------------------ | -------------- | ---------- | ---------- | ---------- | ---------- | ---------- | ---------- | ----- | --------------------- |
| Medalha de ouro   | Virgilijus Alekna  | Lituânia       | 63.93      | 67.90      | 68.10      | 66.75      | X          | 70.17      | 70.17 | Recorde do campeonato |
| Medalha de prata  | Gerd Kanter        | Estónia        | X          | 64.69      | 65.10      | 68.57      | 65.53      | 62.64      | 68.57 |                       |
| Medalha de bronze | Michael Möllenbeck | Alemanha       | X          | 65.24      | 64.99      | 65.95      | X          | —          | 65.95 |                       |
| 4                 | Aleksander Tammert | Estónia        | 62.28      | 63.59      | 63.18      | 64.18      | 63.50      | 64.84      | 64.84 |                       |
| 5                 | Ian Waltz          | Estados Unidos | 63.88      | 64.05      | X          | X          | 64.27      | 64.02      | 64.27 |                       |
| 6                 | Frantz Kruger      | África do Sul  | 63.19      | 61.47      | 60.92      | 63.64      | 64.23      | X          | 64.23 |                       |
| 7                 | Jarred Rome        | Estados Unidos | 64.22      | 61.87      | X          | 62.64      | 63.68      | X          | 64.22 |                       |
| 8                 | Jason Tunks        | Canadá         | 63.39      | 63.77      | X          | X          | X          | X          | 63.77 |                       |
|                   |                    |                |            |            |            |            |            |            |       |                       |
| 9                 | Lars Riedel        | Alemanha       | 63.05      | X          | 62.47      |            |            |            | 63.05 |                       |
| 10                | Zoltán Kővágó      | Hungria        | 62.94      | 62.68      | 59.61      |            |            |            | 62.94 |                       |
| 11                | Mario Pestano      | Espanha        | 62.75      | 60.32      | X          |            |            |            | 62.75 |                       |
| 12                | Andrzej Krawczyk   | Polónia        | 59.58      | 61.00      | 62.71      |            |            |            | 62.71 |                       |

Legenda
| Recorde mundial       | Recorde mundial (World record)               |                       | Recorde africano                      | Recorde africano (African) |                                           | Q | Classificado por posição (Qualified) |
| Recorde do campeonato | Recorde do campeonato (Championship record)  | Recorde da América    | Recorde da América (Americas)         | q                          | Classificado por melhor tempo (Qualified) |   |                                      |
| Melhor marca do ano   | Melhor marca do ano (World leading)          | Recorde asiático      | Recorde asiático (Asian)              | DNS                        | Não largou (Did not start)                |   |                                      |
| Recorde nacional      | Recorde nacional (National record)           | Recorde europeu       | Recorde europeu (European)            | DNF                        | Não terminou (Did not finish)             |   |                                      |
| Recorde pessoal       | Recorde pessoal do atleta (Personal best)    | Recorde da Oceania    | Recorde da Oceania (Oceania)          | DSQ / DQ                   | Desclassificado (Disqualified)            |   |                                      |
| Recorde da temporada  | Recorde da temporada do atleta (Season best) | Recorde sul-americano | Recorde sul-americano (South America) | NM                         | Sem marca (No mark)                       |   |                                      |